# 郭肖波
郭肖波（1951年9月21日—），字尚善，出生于台湾屏东市，祖籍四川营山县。加拿大华裔武术家、学者，国际大枪机构创始人及现任荣誉主席。

## 武术事业

### 生平与学术背景
郭肖波自幼习武，师承刘云樵，研习八极拳、劈挂掌、六合螳螂拳、太极拳及各类兵器技法。拥有逢甲大学机械工程学士（1973年）、麻省大学电机工程硕士（1978年）、上海体育大学武术学博士（2007年）学位。

### 研究与竞技化
在武术学术方面，郭肖波的研究领域主要聚焦于传统武术尤其是中国大枪的历史与科学化。其代表作《大枪武艺》系统挖掘并阐述了大枪技法、战术应用及现代训练理论。
与此同时，郭肖波致力于推动大枪武艺的现代竞技化。于1979年在加拿大多伦多创办疾风拳社。并于1999年，创立国际大枪机构并主持制定了现代大枪竞赛项目规则，推广大枪武艺至今。